# Convenció internacional de constitució d'un fons internacional per a la indemnització per danys a la contaminació per hidrocarburs
La Convenció internacional de constitució d'un fons internacional per a la indemnització per danys a la contaminació per hidrocarburs, de 1992, sovint anomenada FUND92 o FUND, és un tractat marítim internacional, administrat per l'Organització Marítima Internacional.
La convenció FUND original de 1969 es va elaborar com una millora de CLC, per una banda, per alleugerir als armadors de responsabilitats injustes per circumstàncies imprevisibles i, d'altra banda, per eliminar els límits de responsabilitat que alguns estats membres consideraven massa baixos. El fons està obligat a pagar a les víctimes de la contaminació quan els danys superen la responsabilitat de l'armador, quan no hi ha cap armador responsable o quan l'armador no pot fer front al pagament de la seva responsabilitat. El fons també serveix per "indemnitzar l'armador o la seva asseguradora" en els vessaments en vaixells que compleixen plenament les convencions internacionals i que no han passat per cap mala conducta voluntària.
La convenció de 1992 va entrar en vigor el 30 de maig de 2006. A partir de novembre de 2018, la convenció va ser ratificada per 115 estats que representaven el 95% del tonatge brut de la flota mercant mundial. Els països amb banderes de conveniència Bolívia, Corea del Nord, Hondures, Líban, i Mongòlia no han ratificat el tractat.